# Lew Sapieha
Lew Sapieha, född 4 april 1557, död 7 juli 1633 i Vilnius, var storkansler av Litauen. 
Sapieha deltog under Stefan Batory i kriget med Moskva och medverkade efter dennes död till Sigismunds val till kung av Polen. År 1600 företog han en diplomatisk resa till Moskva och utgav i Vilnius de litauiska statuterna. År 1625 försökte han fåfängt hindra Gustav II Adolfs framryckande i Litauen.